# Rockfish
Rockfish és una concentració de població designada pel cens dels Estats Units a l'estat de Carolina del Nord. Segons el cens del 2000 tenia 2.353 habitants.

## Demografia
Segons el cens del 2000, Rockfish tenia 2.353 habitants, 805 habitatges i 680 famílies. La densitat de població era de 181,3 habitants per km².
Dels 805 habitatges en un 51,8% hi vivien nens de menys de 18 anys, en un 74,2% hi vivien parelles casades, en un 6,6% dones solteres, i en un 15,5% no eren unitats familiars. En l'11,4% dels habitatges hi vivien persones soles l'1,9% de les quals corresponia a persones de 65 anys o més que vivien soles. El nombre mitjà de persones vivint en cada habitatge era de 2,92 i el nombre mitjà de persones que vivien en cada família era de 3,15.
Per edats la població es repartia de la següent manera: un 33% tenia menys de 18 anys, un 7,5% entre 18 i 24, un 45,8% entre 25 i 44, un 10% de 45 a 60 i un 3,7% 65 anys o més.
L'edat mediana era de 29 anys. Per cada 100 dones de 18 o més anys hi havia 101,9 homes.
La renda mediana per habitatge era de 46.786 $ i la renda mediana per família de 54.375 $. Els homes tenien una renda mediana de 35.574 $ mentre que les dones 22.102 $. La renda per capita de la població era de 18.112 $. Entorn del 6,6% de les famílies i el 7,1% de la població estaven per davall del llindar de pobresa.

## Poblacions properes
El següent diagrama mostra les poblacions més properes.